# Aeroporto di Tomsk
L'aeroporto di Tomsk in russo Аэропорт Томск-Богашёво? è un aeroporto internazionale situato a 15 km a sud-est dalla città di Tomsk, il capoluogo dell'oblast' di Tomsk, in Siberia Sud-occidentale, Russia. L'aeroporto di Tomsk è conosciuto anche come l'aeroporto di Tomsk-Bogašëvo.

## Posizione geografica

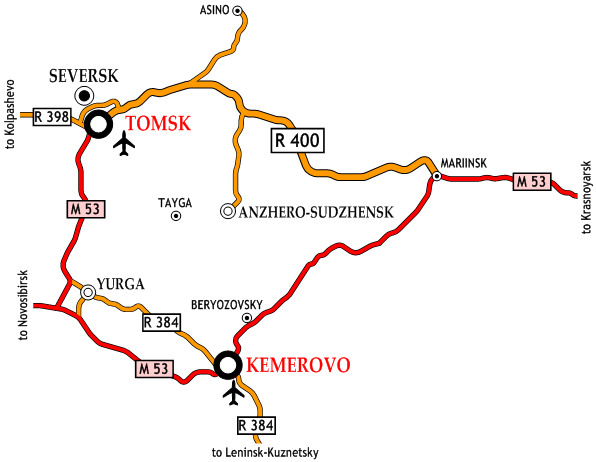
La mappa stradale dei collegamenti dell'aeroporto

L'aeroporto di Tomsk dista circa 2.900 km a est dalla capitale russa Mosca.

## Strategia
All'aeroporto ci basa la compagnia aerea russa S7 Airlines.
Nel 2008-2011 all'aeroporto di Tomsk è prevista la costruzione della nuova pista di 3.200 m.
È stato progettato il nuovo Terminal Passeggeri di 11.000 m² che permetterà il transito di 600 passeggeri/ora ed anche il nuovo sistema dei parcheggi degli aerei passeggeri e degli aerei VIP.
È previsto un aumento notevole del traffico dei passeggeri fino a 650.000 all'anno entro il 2011.
Il Terminal Passeggeri prevede la costruzione della nuova zona internazionale con la polizia di frontiera e la dogana ed anche di un albergo con un'ampia zona di servizi aeroportuali.
14 aprile 2010 all'aeroporto di Tomsk sono stati aperti la zona di dogana e di polizia di frontiera per i voli di linea internazionali cargo e passeggeri in seguito alla decisione del Consiglio dei Ministri della Federazione Russa.

## Dati di traffico
Fonte: ООО "НОВАПОРТ"

## Dati meteorologici
Le condizioni climatiche nella regione presentano temperature che oscillano tra i -40 °C ed i +30 °C.

## Dati tecnici
L'aeroporto di Tomsk-Bogašëvo è un aeroporto internazionale di classe B.
L'aeroporto Bogašëvo attualmente è dotato di una pista attiva di 2.500 x 50 m che permette il decollo/atterraggio di tutti i tipi di elicotteri e di aerei Airbus A310, Airbus A319, Antonov An-2, Antonov An-24, Antonov An-26, Antonov An-30, Boeing 737-300/500, Canadair Regional Jet CRJ-100/CRJ-200, Ilyushin Il-18, Ilyushin Il-76, Tupolev Tu-154, Tupolev Tu-204, Yakovlev Yak-40, Yakovlev Yak-42, e di tutti gli aerei di classe inferiore.
L'aeroporto di Tomsk è aperto 24 ore al giorno.

## Collegamenti con Tomsk

### Trasporto pubblico
L'aeroporto si trova a circa 15 km a sud-est della città siberiana. Le linee del trasporto municipale e del trasporto privato no.119 collegano il centro di Tomsk (capolina alla Piazza di Lenin) col Terminal Passeggeri dell'aeroporto. L'intervallo dei collegamenti è di 15-20 minuti. Il tempo di percorrenza per raggiungere l'aeroporto è di circa 60 minuti. Inoltre, un autobus collega la Stazione di Tomsk-1 delle Ferrovie russe con l'aeroporto ogni mattina.